# Grand Hôtel du Montenvers
Hôtel du Montenvers, refuge du Montenvers
Ne doit pas être confondu avec Hôtel du Montenvers.
Le Grand Hôtel du Montenvers, aussi appelé de manière informelle hôtel du Montenvers ou refuge du Montenvers, est un hôtel-restaurant de France sur la commune de Chamonix-Mont-Blanc, situé au Montenvers, point de vue panoramique sur la Mer de Glace. Avec le refuge du Plan de l'Aiguille, il est le seul établissement permettant de séjourner dans cette partie du massif du Mont-Blanc. Son emplacement au débouché de la Vallée Blanche et à l'extrémité nord du Grand Balcon Nord font qu'il est fréquenté par des randonneurs et des alpinistes si bien qu'il est parfois pris pour un refuge de montagne.

## Géographie

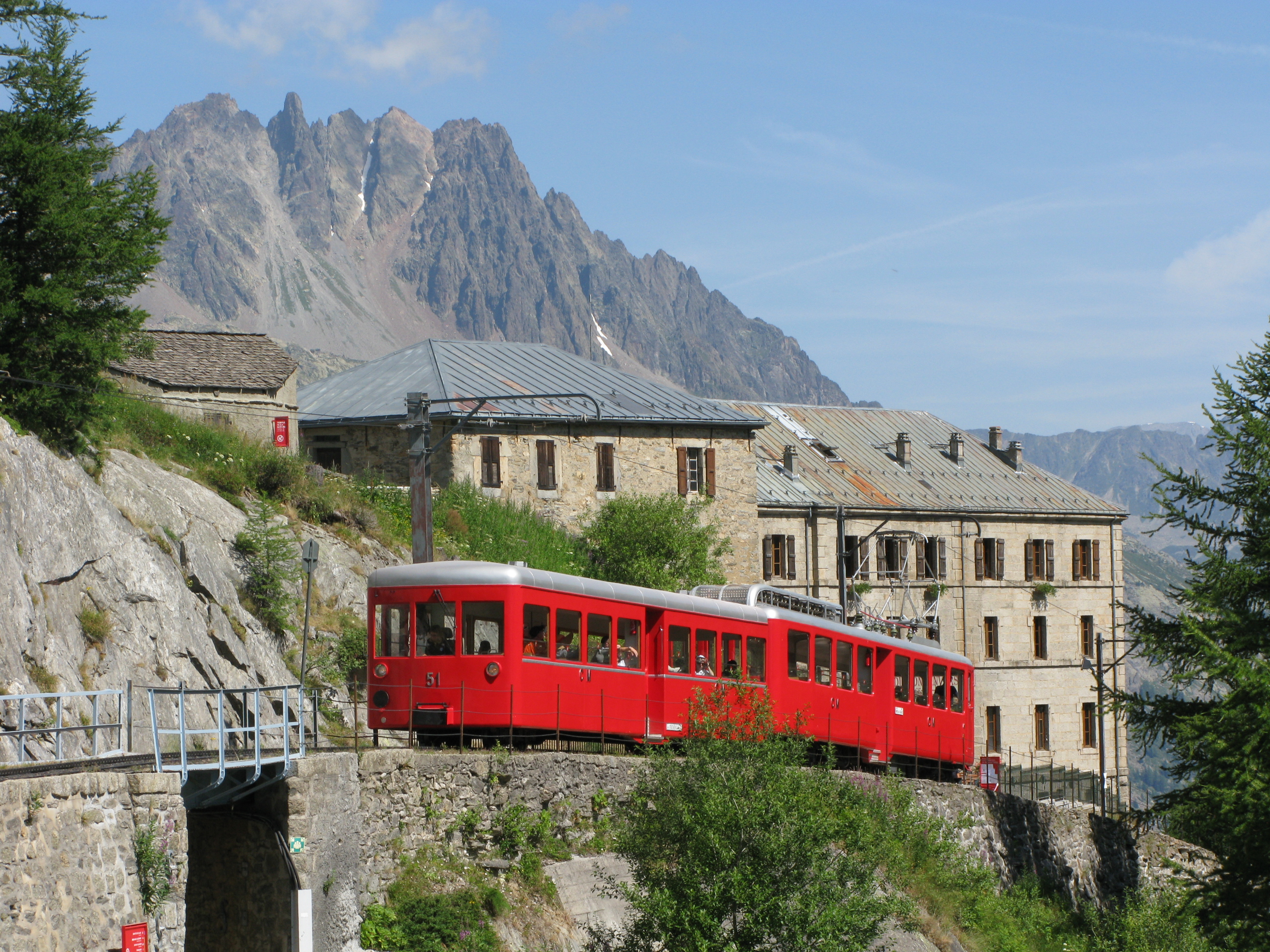
Un train du chemin de fer du Montenvers passant devant le Temple de la Nature (à gauche), l'hôtel du Montenvers (au centre) et le Grand Hôtel du Montenvers (à droite) ; au fond, une partie des Aiguilles Rouges.

L'hôtel-restaurant est situé au Montenvers, un point de vue panoramique sur la Mer de Glace et les sommets environnants — les Drus, les Grandes Jorasses, les aiguilles de Chamonix, etc. — situé au-dessus des quartiers des Bois et des Praz, au nord-est du bourg de Chamonix, à 1 910 mètres d'altitude soit près de 900 mètres au-dessus du fond de la vallée. Le site est accessible par le chemin de fer du Montenvers, une ligne ferroviaire touristique à crémaillère, ainsi que par des sentiers de randonnée dont le chemin du Montenvers, le Grand Balcon Nord ou encore le chemin de la Filia.
Le bâtiment se trouve juste à côté de l'ancien hôtel du Montenvers, du Temple de la Nature et du Glaciorium, à l'endroit où le chemin du Montenvers et le Grand Balcon Nord se rejoignent, le long de la voie du chemin de fer du Montenvers qui mène quelques dizaines de mètres au sud à sa gare terminus et où se trouvent les commodités touristiques (restaurant, boutique, etc.), les terrasses d'observation, la galerie des Cristaux et la télécabine de la Mer de Glace qui permet d'accéder à la grotte de glace.

## Architecture
Le Grand Hôtel du Montenvers est un bâtiment de forme rectangulaire, aux murs en pierre percés de nombreuses fenêtres et au toit à deux croupes, orienté nord-est-sud-ouest avec sa façade principale tournée vers la Mer de Glace au sud-est. Le bâtiment comporte cinq niveaux mais étant édifié à flanc de montagne, le rez-de-chaussée sur le pignon au sud-ouest du bâtiment est situé au deuxième niveau tandis que le pignon au nord-est et l'arrière du bâtiment sont au premier niveau.
Sur sa façade principale s'étale une grande inscription « Grand Hôtel du Montenvers à la Mer de Glace ».

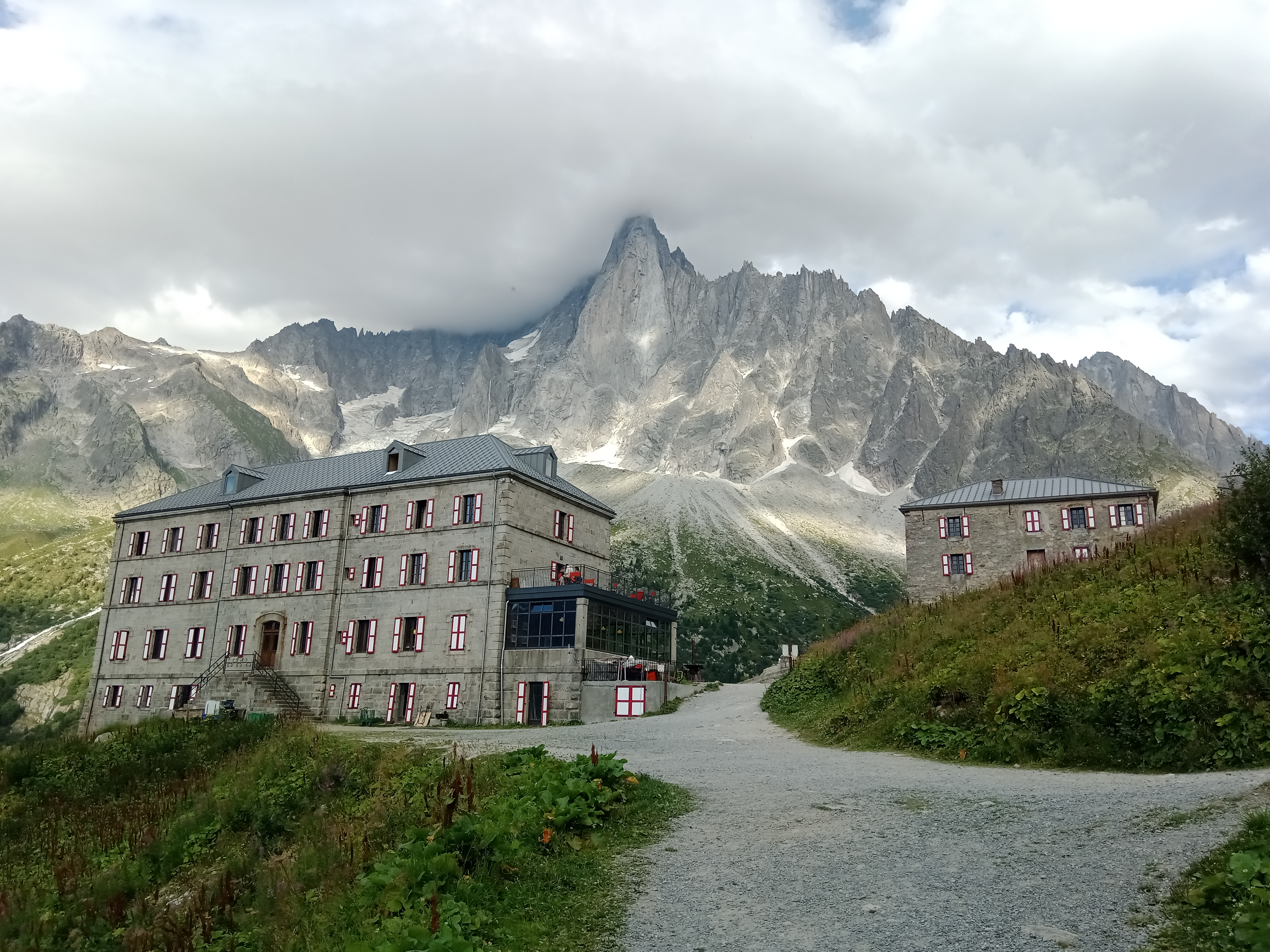
Le Grand hôtel du Montenvers, l'hôtel du Montenvers et les Drus.
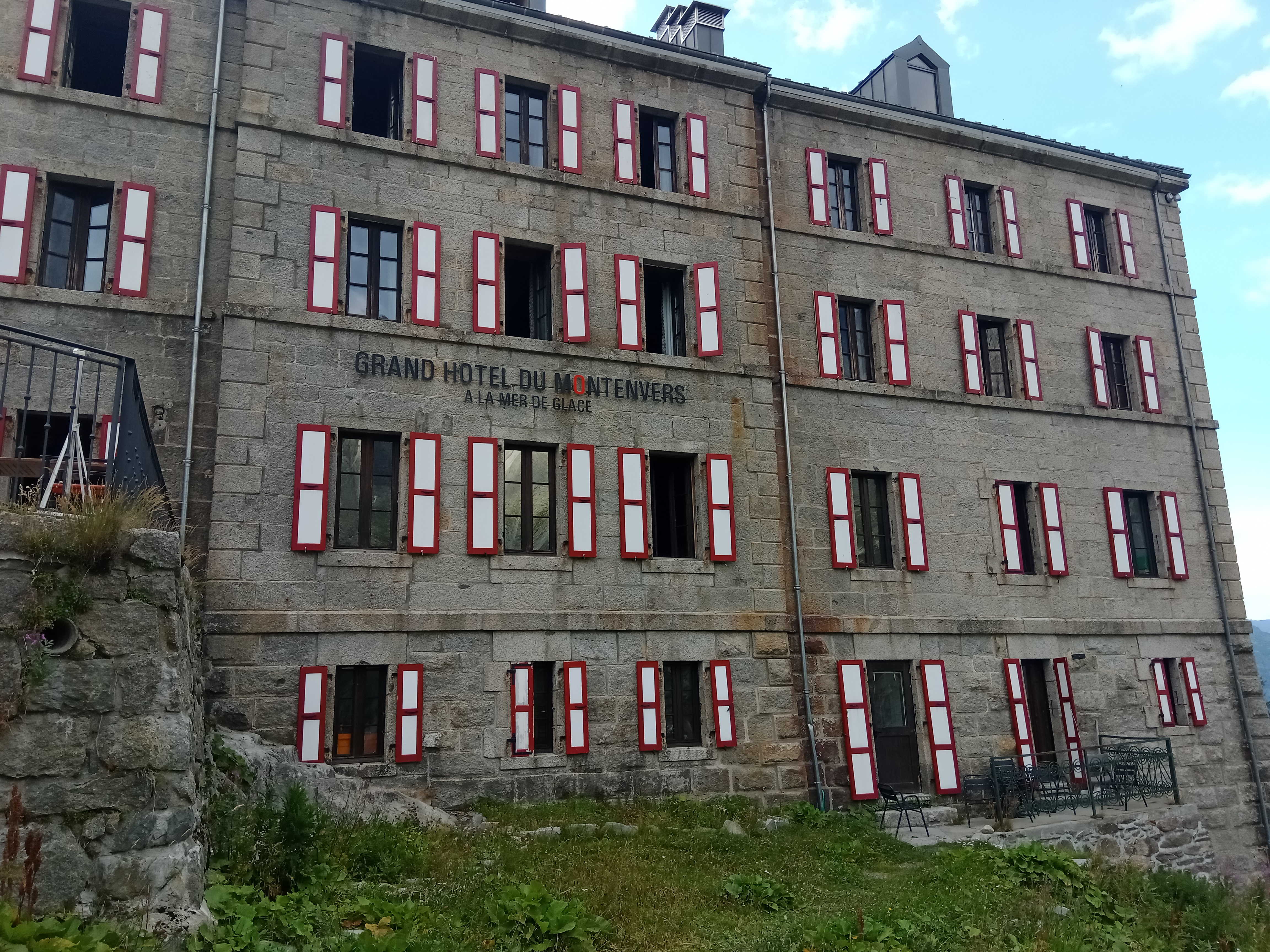
La façade côté Mer de Glace.
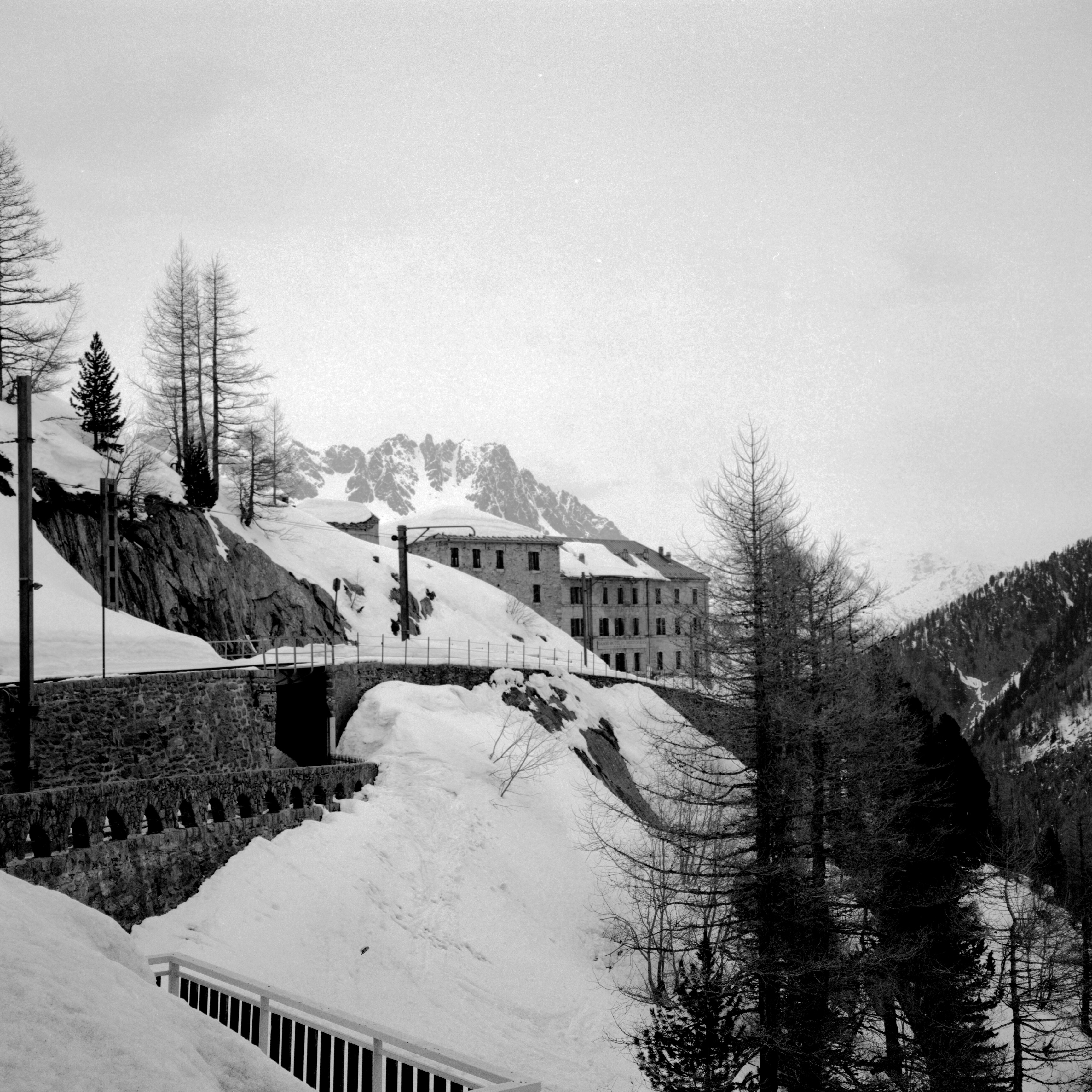
Le Grand hôtel du Montenvers et l'hôtel du Montenvers en hiver.

## Histoire

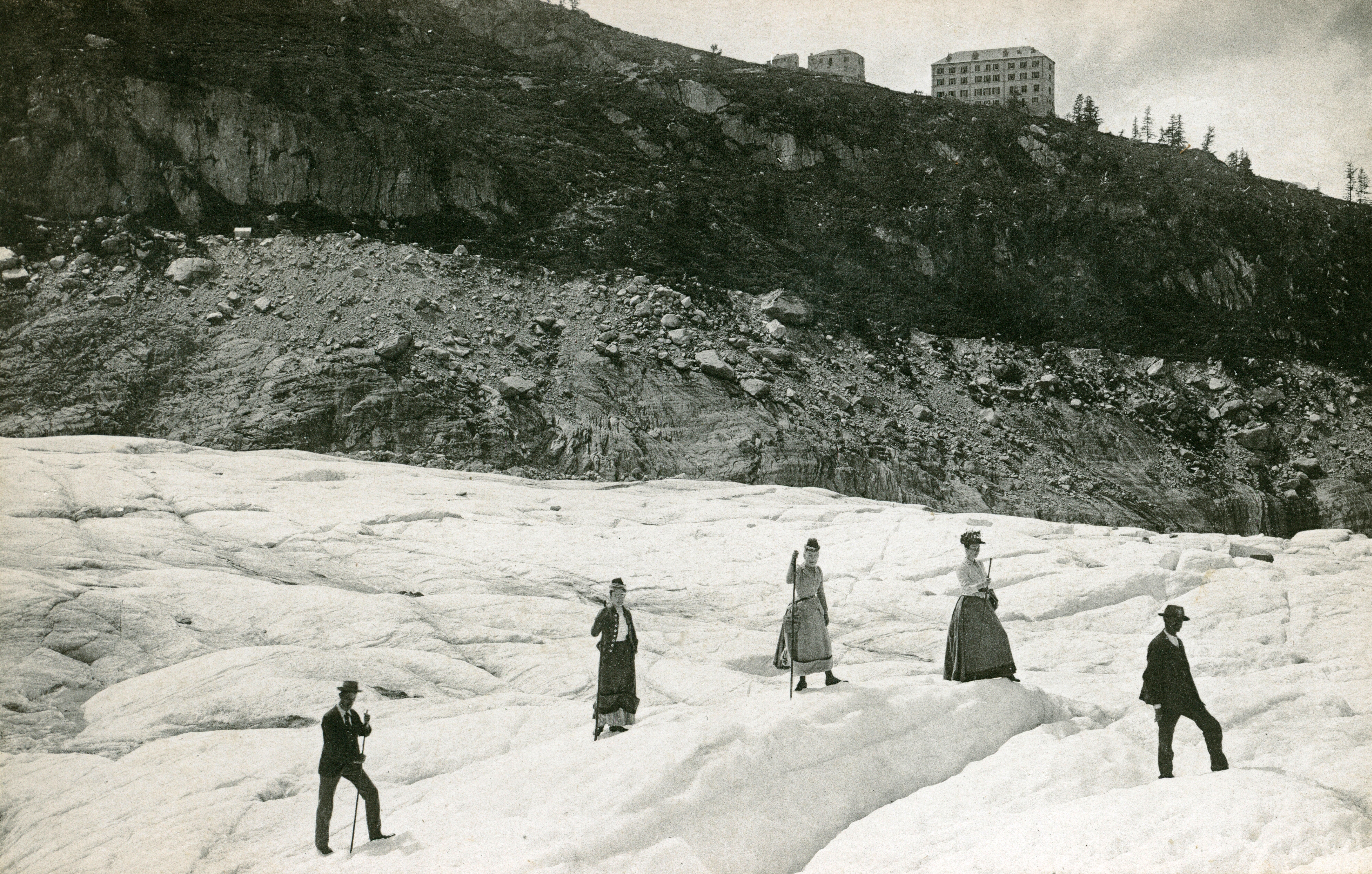
Touristes sur la Mer de Glace dominés par le Temple de la Nature, l'hôtel et le Grand Hôtel du Montenvers autour de 1900.

L'établissement est le dernier d'une lignée de quatre édifices qui se sont succédé au Montenvers et destinés à accueillir les visiteurs : le refuge de Blair de 1779 à 1795, le Temple de la Nature de 1795 à 1840 et l'hôtel du Montenvers de 1840 à 1880.